# John Oldham
John Oldham (Beaver Dam, Kentucky, 22 de junio de 1923-Bowling Green, Kentucky, 23 de noviembre de 2020) fue un jugador y entrenador de baloncesto estadounidense que disputó dos temporadas en la NBA. Con 1,91 metros de estatura, lo hacía en la posición de base.

## Trayectoria deportiva

### Universidad
Su carrera universitaria comenzó en 1943, jugando una temporada con los Hilltoppers de la Universidad de Kentucky Occidental, viéndose interrumpida por el servicio militar en la Marina de los Estados Unidos durante la Segunda Guerra Mundial, y regresando en 1947, jugando 3 temporadas más. En el total de su carrera anotó 1.006 puntos, promediando los dos últimos años 11,0 y 11,2 puntos por partido respectivamente. Fue incluido en el mejor quinteto de la Ohio Valley Conference en 1949.

### Profesional
Fue elegido en la decimoquinta posición del Draft de la BAA de 1949 por Fort Wayne Pistons, donde entró ya con 26 años. En su primera temporada promedió, saliendo desde el banquillo, 6,1 puntos y 1,7 asistencias por partido.
Al año siguiente, en la temporada 1950-51, su participación fue más activa, actuando como sexto hombre y promediando 8,4 puntos, 3,6 rebotes y 1,9 asistencias por partido. Esa iba a ser su última temporada como profesional.

### Entrenador
Tras retirarse, regresa a Bowling Green donde comienza su carrera como entrenador en el College High School. En su primera temporada lo clasifica para el torneo estatal. Tras cuatro años, Oldham se hace cargo del banquillo de la Universidad Tecnológica de Tennessee, donde entrena durante 9 temporadas, consiguiendo 3 títulos de la Ohio Valley Conference. en 1964 vuelve a su alma mater, reemplazando a su entrenador y mentor en sus años de universidad, E.A. Diddle, dirigiendo al equipo durante nueve temporadas, en las que conseguiría un 78% de victorias, ganando 4 campeonatos de la OVC, y jugando 5 torneos de postemporada, 4 de la NCAA y un NIT, logrando llegar a la Final Four y acabar en la tercera posición en 1971.
consiguió ganar el título de mejor entrenador de la conferencia en 4 ocasiones, una con los Golden Eagles y 3 más con los Hilltoppers. Tras dejar los banquillos en 1971, fue nombrado director deportivo de la Universidad de Western Kentucky, cargo que ocupó hasta 1986.

## Estadísticas de su carrera en la NBA

### Temporada regular
| Temporada | Edad | Equipo             | Liga | P   | TIT | MIN | TC  | TCA | %TC  | 3P | 3PA | %3P | TL  | TLA | %TL  | R.OF. | R.DEF. | REB | ASIS | ROB | TAP | PER | FP  | PTS |
| 1949-50   | 26   | Fort Wayne Pistons | NBA  | 59  |     |     | 2.2 | 7.2 | .298 |    |     |     | 1.7 | 2.5 | .710 |       |        |     | 1.7  |     |     |     | 3.3 | 6.1 |
| 1950-51   | 27   | Fort Wayne Pistons | NBA  | 68  |     |     | 2.9 | 8.8 | .333 |    |     |     | 2.5 | 4.3 | .586 |       |        | 3.6 | 1.9  |     |     |     | 3.6 | 8.4 |
| Total     |      |                    | NBA  | 127 |     |     | 2.6 | 8.1 | .319 |    |     |     | 2.2 | 3.4 | .627 |       |        | 3.6 | 1.8  |     |     |     | 3.4 | 7.3 |

### Playoffs
| Temporada | Edad | Equipo             | Liga | P | MIN | TCA | TC | 3PA | 3P | TLA | TL | R.OF. | REB | ASIS | ROB | TAP | PER | FP | PTS | %TC  | %3P | %FT  | MIN | PTS | REB | AST |
| 1949-50   | 26   | Fort Wayne Pistons | NBA  | 4 |     | 12  | 27 |     |    | 13  | 17 |       |     | 4    |     |     |     | 15 | 37  | .444 |     | .765 |     | 9.3 |     | 1.0 |
| 1950-51   | 27   | Fort Wayne Pistons | NBA  | 3 |     | 6   | 16 |     |    | 5   | 10 |       | 5   | 5    |     |     |     | 13 | 17  | .375 |     | .500 |     | 5.7 | 1.7 | 1.7 |
| Total     |      |                    | NBA  | 7 |     | 18  | 43 |     |    | 18  | 27 |       | 5   | 9    |     |     |     | 28 | 54  | .419 |     | .667 |     | 7.7 | 1.7 | 1.3 |